# Nwankwo Kanu
Nwankwo Kanu, nigerijski nogometaš, * 1. avgust 1976, Owerri, Nigerija.
Sodeloval je na nogometnemu delu poletnih olimpijskih iger leta 1996.